# Mihai Bucos

a Compétitions nationales et continentales officielles uniquement.

b Matchs officiels uniquement.
Mihai Bucos, connu en France comme Michel Bucos, né le 1er mai 1950 à Șandra, est un joueur international roumain et entraîneur de rugby à XV.

## Palmarès

### En club
- Champion de Roumanie (3): 1975, 1976, 1978 avec le Farul Constanța

### En sélection
- Vainqueur de la Trophée européen FIRA : 1977 avec la Roumanie